# Oligosarcus schindleri
Oligosarcus schindleri conocido popularmente como platincho es una especie de pez de la familia Characidae en el orden de los Characiformes.

## Morfología
Los machos pueden llegar alcanzar los 8,2 cm de longitud total y las hembras 7,3.

## Hábitat
Vive en zonas de clima tropical.

## Distribución geográfica
Se encuentran en Sudamérica:  cuenca del río Chapare y  lagunas cerca de Cochabamba (Bolivia).